# Facharzt für Strahlentherapie
Facharzt für Strahlentherapie, auch Strahlentherapeut/Strahlentherapeutin, ist in Deutschland die offizielle Bezeichnung für einen Facharzt, der sich auf die ärztliche Tätigkeit im Gebiet Strahlentherapie spezialisiert hat.

## Gebiet Strahlentherapie
Das Gebiet Strahlentherapie umfasst nach der Definition der deutschen Weiterbildungsordnung für Ärztinnen und Ärzte von 2018 die Strahlenbehandlung maligner und benigner Erkrankungen einschließlich der medikamentösen und physikalischen Verfahren zur Radiosensibilisierung und Verstärkung der Strahlenwirkung am Tumor unter Berücksichtigung von Schutzmaßnahmen der gesunden Gewebe.

## Facharzt-Weiterbildung
Um in Deutschland Facharzt für Strahlentherapie werden zu können, muss nach dem Abschluss eines Medizinstudiums und erteilter Approbation als Arzt eine mindestens fünfjährige Weiterbildung in Strahlentherapie mit Erfolg absolviert worden sein. Die Berechtigung zur Führung einer Facharzt- oder Zusatzbezeichnung wird nach einer mündlichen Prüfung von der zuständigen Landesärztekammer erteilt.
Die Weiterbildung muss an zugelassenen Weiterbildungsstätten absolviert werden: mindestens
- 60 Monate Strahlentherapie, davon können zum Kompetenzerwerb abgeleistet werden:
  - bis zu 12 Monate Weiterbildung in anderen Gebieten.

Bei der Anmeldung zur Weiterbildungsprüfung müssen der zuständigen Ärztekammer sämtliche Nachweise über die erfüllten Mindestanforderungen vorgelegt werden. Dazu gehören auch die Logbuch-Dokumentationen über alle durch die Musterweiterbildungsordnung vorgegebenen Inhalte der Weiterbildung. Zur Weiterbildungsprüfung muss man darlegen, dass man über die entsprechenden Kenntnisse, Erfahrungen und Fertigkeiten im Fach verfügt.

### Inhalte der Weiterbildung
Zur Weiterbildungsprüfung muss dargelegt werden können, dass man Kenntnisse, Erfahrungen und Fertigkeiten unter anderem in folgenden Bereichen erlangt hat:
- Indikationsstellung für alle strahlentherapeutischen Verfahren
- Strahlenschutz
- Medizinische Strahlenphysik und Informationstechnologie
- Strahlenbiologie
- Strahlentherapie gutartiger Erkrankungen
- Strahlentherapeutische Behandlung, auch im Kontext interdisziplinärer Behandlungskonzepte einschließlich onkologischer Notfälle und der Behandlung von Metastasen, insbesondere
  - Tumore des zentralen Nervensystems
  - Kopf-Hals-Tumore
  - gastrointestinale Tumore
  - Tumore der Lunge und des Mediastinum
  - Tumore der Brust
  - gynäkologische Tumore
  - urologische Tumore
  - Lymphome und Leukämien
  - Knochen- und Weichteilsarkome
  - Hauttumore
  - Tumore mit unbekanntem Primärtumor
  - Tumore des Auges und der Orbita
  - pädiatrische Tumore
- Bestrahlungsplanung
- Externe Strahlentherapie
- Brachytherapie
- Medikamentöse Tumortherapie und Supportivtherapie[1]

Die Inhalte der Musterweiterbildungsordnung sind allerdings nur eine Empfehlung für die rechtsverbindlichen Weiterbildungsordnungen der Landesärztekammern, die hiervon abweichende Regelungen treffen können.

## Zusatz-Weiterbildungen
Fachärztinnen und -ärzte für Strahlentherapie haben die Möglichkeit, sich durch Zusatz-Weiterbildung weiter zu qualifizieren. Hierzu gehören die Zusatz-Weiterbildungen, die Fachärzten der Gebiete der unmittelbaren Patientenversorgung vorbehalten sind.